# Amphiglossus
Amphiglossus is een geslacht van hagedissen uit de familie skinken (Scincidae).

## Naam en indeling
De wetenschappelijke naam van de groep werd voor het eerst voorgesteld door André Marie Constant Duméril en Gabriel Bibron in 1839.
Er worden tegenwoordig twee soorten erkend. Lange tijd was het soortenaantal veel groter (25), maar in 2017 werden op twee na alle soorten toegewezen aan andere geslachten; Brachyseps en Flexiseps. In veel literatuur worden deze veranderingen nog niet vermeld.
Brachyseps en Flexiseps werden afgesplitst van het geslacht Amphiglossus op basis van nieuwe inzichten. De mate waarin het lichaam van de hagedissen is uitgerekt speelt hierin een belangrijke rol.

## Verspreiding en habitat
Beide soorten komen endemisch voor op het Afrikaanse eiland Madagaskar. De habitat bestaat uit vochtige tot drogere bosen. Ook in door de mens aangepaste gebieden worden de dieren aangetroffen, zoals in rijstvelden.
Beide soorten zijn op verschillende momenten actief; Amphiglossus astrolabi is overdag actief en Amphiglossus reticulatus foerageert juist 's nachts. Beide soorten hebben gemeen dat ze sterk aan water gebonden zijn, dit in tegenstelling tot vrijwel alle andere skinken. Ze kunnen goed zwemmen en springen bij verstoring in het water, waar ze enige tijd kunnen onderduiken.
Door de internationale natuurbeschermingsorganisatie IUCN is aan beide soorten de beschermingsstatus 'veilig' toegewezen (Least Concern of LC).

## Soorten
Het geslacht omvat de volgende soorten, met de auteur en het verspreidingsgebied.
| Naam                     | Auteur                 | Verspreidingsgebied                  |
| ------------------------ | ---------------------- | ------------------------------------ |
| Amphiglossus astrolabi   | Duméril & Bibron, 1839 | Madagaskar (Fianarantsoa, Toamasina) |
| Amphiglossus reticulatus | Kaudern, 1922          | Madagaskar (Antsiranana, Mahajanga)  |